# 小野淳一 (ボクサー)
小野 淳一（おの じゅんいち、1976年2月26日 - ）は、日本の元プロボクサー。第26代日本スーパーライト級王者。宮城県亘理郡山元町出身。宮城県農業高等学校卒。新日本木村ボクシングジム所属。通算30戦23勝(9KO)5敗2分。

## 経歴
- 小学校では野球少年団の先輩に小坂誠が居り、親交がある。高校入学後ボクシングをはじめ、インターハイや全国高等学校ボクシング選抜大会への出場を果たした。
- 1994年8月8日、ライト級で4R判定勝利し、プロデビューを飾る。
- 1995年2月18日、第41回全日本ライト級新人王決定戦に、須藤信充を下し東日本代表として挑戦。西日本王者竹中義則を6R判定で下し全日本新人王に輝く。
- 1995年6月28日、福田健吾に判定勝ち。
- 1997年4月5日、11戦10勝1分の戦績でスーパーライト級王者新井久雄に挑戦し10R判定で初の黒星を喫す。
- 1998年4月28日、同年2月ダイヤモンドグローブでの前田宏行との引分を含む4戦3勝1分で再度新井に挑戦。10R判定勝ちしタイトルを奪取する。
- 2000年4月2日での両国国技館（チャンピオン・カーニバル）、桑田義弘や前田を退け5度防衛したタイトルを10R判定負けで前田に明け渡す。
- 2000年10月16日、日本ライト級暫定王座決定戦に出場。湯場忠志に6R負傷判定負けで戴冠ならず。
- 2001年11月8日、2戦2勝で湯場が返上し空位となった日本ライト級王座決定戦に出場。木村登勇に10R判定負けを喫し戴冠ならず。
- 2003年1月28日、久保田和樹を含む2戦2勝で日本ライト級王者嶋田雄大に挑戦するも、8RTKO負けを喫し引退。
- 現在は新日本仙台ボクシングジムでトレーナーを務めている。

## 関連記事
- 男子ボクサー一覧
- ボクシング日本王者一覧